# Eudorella arctica
Eudorella arctica är en kräftdjursart som beskrevs av Hansen 1920. Eudorella arctica ingår i släktet Eudorella och familjen Leuconidae. Inga underarter finns listade i Catalogue of Life.